# Łewy Lwów
HK Łewy Lwów (ukr. Хокейний клуб Леви Львів) – ukraiński klub hokejowy z siedzibą we Lwowie, występujący w oddalonym o 35 km Nowojaworowsku.

## Historia
Klub został założony latem 31 sierpnia 2011 roku. Prezesem klubu jest Ihor Czurkin, dyrektor przedsiębiorstwa LAZ, producenta autobusów, autokarów i trolejbusów, które jest głównym sponsorem klubu.
W inauguracyjnym sezonie 2011/2012 dla zespołu, a jednocześnie nowych rozgrywek PHL Łewy zajął 5. miejsce, w kolejnym 2012/2013 także 5. pozycję, w edycji mistrzostw Ukrainy 2013/2014 uplasował się na 4. miejscu.
Trenerami zespołu byli Denis Bułhakow (2012-2012) i Rosjanin Władisław Jerszow.
W Nowojaworowsku powstał klub Hałyćki Łewy Nowojaworowsk.